# Václav Talich

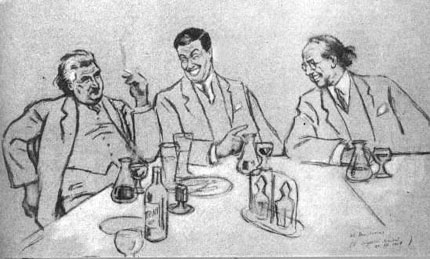
Josef Suk, Václav Talich a Vítězslav Novák na kresbě Huga Boettingera (1903)

Václav Talich (28. května 1883 Kroměříž – 16. března 1961 Beroun) byl jedním z nejvýznamnějších českých dirigentů 20. století. Jeho osudy jsou spjaty zejména s orchestrem Národního divadla a Českou filharmonií, jejichž interpretační umění pozvedl na světovou úroveň. V letech 1919 až 1950 se také nejvýrazněji podílel na vytváření jejího repertoáru a realizaci gramofonových nahrávek. V roce 1946 založil legendární Český komorní orchestr. Jako dirigent působil také ve Švédsku, Skotsku a na Slovensku.
Byl učitelem řady hudebních osobností (např. Charles Mackerras, Milan Munclinger, Karel Ančerl), spolupracoval s umělci, jako byli Vladimir Horowitz, Svjatoslav Richter či Mstislav Rostropovič.

## Život

### Mládí a působení před Českou filharmonií
Václav Hugo Talich se narodil 28. května 1883 v Kroměříži jako třetí dítě Jana Talicha a Antonie, rozené Moudré. Záhy se rodina přestěhovala do Klatov, kde Václav navštěvoval až do kvarty gymnázium. Otec byl učitelem hudby, takže jeho syn se s touto múzou odmalička potkával. Nejdřív hrál na buben na kostelním kůru, v pěti letech se přidaly housle a na klatovském gymnáziu hrál dokonce ve třech studentských kapelách. Roku 1897 přešel na Pražskou konzervatoř do houslové třídy Jana Mařáka. Protože pocházel z velmi chudé rodiny, Mařák se zajímal o to, jak nadanému studentovi pomoci a domluvil mu audienci u Antonína Dvořáka. Ten se studentem Talichem promluvil a záhy se přimluvil u mecenáše Josefa Hlávky, který Talichovi přidělil stipendium až do konce konzervatorních studií. Po dokončení čtvrtého ročníku, po prázdninách roku 1901, přešel od Mařáka na vlastní žádost k prof. Otakaru Ševčíkovi. Talich vzpomínal na svá studia jako na dobu velmi romantickou: se spolužáky hodně četli, vášnivě debatovali, na čas dokonce propadli filozofii, pak zase chtěli odjet do Ameriky.
Školu absolvoval v roce 1903 a na Ševčíkovo doporučení se stal hráčem a po dvou měsících koncertním mistrem Berlínské filharmonie. Tam, pod vlivem Artura Nikische, se rozhodl stát dirigentem. Pro plicní nemoc (patrně tuberkulózu) v roce 1904 opustil Berlín a stal se koncertním mistrem městské opery v Oděse a od podzimu 1905 profesorem houslové hry na carském učilišti v Tbilisi, kde také poprvé řídil orchestr složený z posluchačů školy a tbiliského divadla.
Kvůli politickým nepokojům v tehdejším Rusku se vrátil do vlasti, kde soukromě učil a řídil amatérské Orchestrální sdružení v Praze. Dále korepetoval v pěvecké škole Maruše Langové. Od října 1907 do května 1908 vedl Podskalskou filharmonii, což bylo sdružení přátel, skladatelů i výkonných hudebních umělců, kteří se scházeli v bytě u profesora Adolfa Mikeše v Podskalí. Zde se seznámil i se skladatelem Vítězslavem Novákem.
V sezóně 1907–8 dostal nabídku řídit Orchestrální sdružení, což bylo v podstatě amatérské těleso složené z vyspělých, ale neprofesionálních hudebníků. Když z České filharmonie odešel Milan Zuna (koncertní mistr a zároveň druhý kapelník), usiloval Václav Talich o místo druhého dirigenta, ale neúspěšně.
Na podzim roku 1908 vznikl Lublaňský koncertní orchestr, v konkurzu na dirigenta Talich uspěl. Několik měsíců poté se těleso přejmenovalo na Lublaňskou filharmonii. S tímto 36členným tělesem musel Talich často provádět druhořadé operety ve Slovinském zemském divadle, což ho umělecky neuspokojovalo.
V Lublani se seznámil s klavíristkou Vidou Prelesnikovou, se kterou se 30. července 1910 oženil.
Protože dosud neměl ucelené dirigentské vzdělání, rozhodl se pro další studium nejprve v Lipsku – od dubna do konce roku 1910 zde studoval klavír u prof. Wünsche, kontrapunkt u Maxe Regera a dirigování u Hanse Sitta. Navíc mu Arthur Nikisch, který byl tehdy šéfem Gewandhaus orchestru, umožnil přístup do svých zkoušek a poskytoval mu i konzultace. Od února 1911 pokračoval ve studiu v Miláně, kde se sedm týdnů vzdělával u dirigenta a znalce italské opery Artura Vigny a též navštěvoval operní představení v La Scale.
V sezóně 1911–12 se vrátil do Lublaně, tentokrát už jako hlavní dirigent ve Slovinském zemském divadle, kde setrval do konce března 1912.
Na doporučení skladatele Josefa Suka pak byl bez konkurzního řízení přijat za šéfa a prvního kapelníka opery v Plzni, kam oficiálně nastoupil 15. srpna 1912. Kvůli zkvalitnění orchestru vyměnil 14 hudebníků z pětatřicetičlenného orchestru a polovinu zpěváků z operního sboru, který měl 32 členů. Jako první představení uvedl Smetanovu Prodanou nevěstu. Jeho činnost provázely příznivé ohlasy hudebních kritiků (např. O. Nebušky, J. Strnada). Mezi další představení v Talichově nastudování patřila díla Samson a Dalila, Rusalka, Radúz a Mahulena, Madame Butterfly, Dalibor, Maškarní ples, Rienzi, Carmen, aj.).
Dne 7. října 1912 se manželům Talichovým narodil syn Václav.
Do sezóny 1914–15 zasáhly válečné události, Talich již nemohl ovlivňovat dramaturgii divadla, české opery se nehrály, Talich se za takových podmínek raději rozhodl skončit. Divadelní provoz však skončil i tak předčasně, on i mnoho členů a zaměstnanců divadla byli povoláni k lékařskému vyšetření, zda jsou schopni vojenské služby – Talich kvůli prodělané plicní chorobě nebyl.
Od června 1915 byl Talich bez stálého příjmu. Jeho manželka Vida měla několik žáků na klavír, sám začal vyučovat doma hru na housle a hudební teorii. V posledních válečných letech a krátce poté spolupracoval příležitostně s Českým kvartetem, pokud byl potřeba hráč druhé violy (např. v Schönbergově sextetu Zjasněná noc).

### Česká filharmonie a Národní divadlo
Českou filharmonii řídil poprvé v rámci abonentního cyklu 12. prosince 1917. Koncert ze skladeb Vítězslava Nováka, Otakara Ostrčila a Antonína Dvořáka měl velký ohlas a získal mladému, tehdy čtyřiatřicetiletému dirigentovi pozornost publika i kritiky. 30. října 1918 premiéroval Sukovo Zrání, náročné dílo, na jehož provedení si vymohl velký počet – celkem 12 – zkoušek; generální zkouška probíhala 28. října 1918, takže její atmosféru ovlivnilo vyhlášení české samostatnosti. Úspěch provedení Talicha připoutal k orchestru vedle Ludvíka Čelanského. Počátkem sezóny 1919–20 byl již samostatným šéfem ČF, kde setrval až do roku 1941; jen na tři roky své působení přerušil kvůli tříletému angažmá ve stockholmském Konzertföreningenu.
Byl prvním dirigentem, který s Českou filharmonií pracoval soustavně a s vysokými cíli. Do orchestrální praxe toužil přenést interpretační ideály, jak je poznal u slavného Českého kvarteta. K hlavním zásadám patřila osobitost a živelnost výkonu, správné vyvažování jednotlivých hlasů v rámci celkového zvuku, ale také úcta ke skladatelovu zápisu. Říkal, že umělecký výkon se rodí ze vzruchu, že hudba nesmí být neživým souborem hůře či lépe odehraných tónů. Lákalo ho hledat jakýsi tajemný „tep“ hudby, který interpretaci dodá vyšší posvěcení a strhne všechny zúčastněné. Měl výjimečnou hudební fantazii – objevování nových výrazových možností u studovaných skladeb ho vzrušovalo a energizovalo. Přicházel s maximálními nároky, a když se setkal s nepřipraveností hráčů nebo lhostejností obecenstva, dovedl vybuchnout.
Václav Talich se profiloval také jako pozoruhodný dramaturg. Platilo to i během jeho působení v České filharmonii – vytvořit z ní dokonalý nástroj, to byla jen jedna část Talichovy vize. Do soudobé české a evropské kultury měl orchestr vrůstat také a možná hlavně tím, za jaké skladby a skladatele se staví. Provádění české hudby považoval Talich za samozřejmost. Ale hloubka a důkladnost, se kterou se jí věnoval, vůbec samozřejmé nebyly. Vedle zakladatelů a klasiků české symfonické tvorby (Smetana, Dvořák, Fibich) objevným způsobem uváděl díla svých současníků: Janáčka, Foerstera, Nováka, Suka i Martinů. Do kmenového repertoáru orchestru ale vřadil i francouzské impresionisty či Mahlerovy symfonie; hned v první šéfovské sezoně provedl Schönbergovu Komorní symfonii op. 16, o několik let později objevil pro české publikum, ale především pro maďarské publikum Bartókovu Taneční suitu, lhostejný nebyl ani ke Stravinskému, Prokofjevovi či Šostakovičovi. Jeho pojetí kritizoval Zdeněk Nejedlý, který po roce 1945, kdy se dostal do mocenského postavení, bránil Václavu Talichovi v jeho uměleckém působení.
Výsledky Talichovy umělecké práce s Českou filharmonií se nejprve projevily doma, ale už brzy přišly první zahraniční úspěchy. Na jaře 1922 se konal zájezd do Itálie, koncem roku do Vídně; v kritikách se psalo o krásném, sytém zvuku a mimořádném nasazení smyčců, o zvukové ušlechtilosti, měkkosti a lesku dechových nástrojů a ukázněné výraznosti bicích. Byl srovnáván s největšími dirigenty: s Arturem Toscaninim nebo Wilhelmem Furtwänglerem. Souběžně se rozvíjela jeho činnost v zahraničí (Skotsko, Švédsko). V roce 1932 vystoupil v Sovětském svazu, kde dirigoval orchestr Leningradské filharmonie. Vrcholem Talichových předválečných zájezdů s Českou filharmonií bylo turné v listopadu 1935 do Velké Británie, Francie a Belgie. Orchestr a jeho dirigent byli jakýmisi hudebními velvyslanci Československa a jejich cestu detailně sledovala většina domácích novin. Na sklonku 30. let začal jednat o velkém turné do Austrálie.
Po smrti Otakara Ostrčila byl pověřen správcovstvím Opery Národního divadla (1935). Obě funkce vykonával souběžně po dobu šesti let, zároveň vyučoval na Pražské konzervatoři jako profesor dirigování na mistrovské škole – jmenován byl v roce 1932. Řádným členem České akademie věd a umění se stal dne 24. listopadu 1936.
V čele opery ND stál Talich devět let. Jako první své představení uvedl Dvořákovu Rusalku v červnu 1936. Rozvíjel snahu svých předchůdců o maximální interpretační úroveň a dramaturgickou náročnost. Rovněž se mu podařilo přivést do souboru pěvce, kteří se podíleli na tzv. zlaté éře opery Národního divadla – Marii Podvalovou, Marii Tauberovou, Ludmilu Červinkovou, Drahomíru Tikalovou, Oldřicha Kováře, Beno Blachuta, Eduarda Hakena, Karla Kalaše a další. Osobně se věnoval nastudování operních i symfonických děl především českých skladatelů a W. A. Mozarta.

### Obvinění z kolaborace
Václav Talich se za války snažil svým působením posilovat národní vědomí. V roce 1939 založil festival Pražský hudební máj (předchůdce Pražského jara). Dne 21. 4. 1942 se stal šéfdirigentem opery Národního divadla. Poslední představení Libuše v červnu 1939 se pod jeho taktovkou stalo národní manifestací vrcholící spontánním zpěvem české hymny. Uměním chtěl pozvednout ducha národa, při této činnosti se nevyhnul spolupráci s vedoucími činiteli NSDAP a vynuceným „loajálním“ (t. j. kolaborantským) projevům. Jeho činnost vyhovovala vedení NSDAP, protože vedení NSDAP předpokládalo, že tímto způsobem se české obyvatelstvo neškodně odreaguje a bude dál pokojně pracovat pro „Velkoněmeckou říši“. Talichovo jméno a mezinárodní renomé zneužívali pro svou vlastní propagandu. Byl doporučován do funkcí v nejrůznějších protektorátních institucích, jeho výroky byly překrucovány a v tisku zveřejněn článek, který nikdy nenapsal. Přes počáteční odmítání se v roce 1941 na Goebbelsův zásah uvolil vystoupit s Českou filharmonií na koncertě v Berlíně a Drážďanech s podmínkou, že zahrají celou Smetanovu Mou vlast i s básněmi Tábor a Blaník, které byly v protektorátě zakázány.
Po uzavření Národního divadla v roce 1944 pobýval Talich ve své vile v Berouně. Po skončení druhé světové války se hned 9. května 1945 vydal pěšky do Prahy, ale do Národního divadla nebyl vpuštěn, byl označen za zrádce. Talich strávil víc než měsíc ve vězení jako údajný kolaborant s nacisty. I když se nikdy nic neprokázalo, tato obvinění mu silně zkomplikovala život a vzala mu nadlouho chuť do další práce. Po květnu 1945 přestal být šéfem Opery ND. Česká filharmonie pro něj vypsala 4 abonentní koncerty. V roce 1946 založil Václav Talich Český komorní orchestr a občasně dirigoval při koncertních vystoupeních Orchestr Národního divadla. Občas pracoval též v pražském rozhlase.Talich považoval tento poválečný návrat za nejdůležitější okamžik svojí umělecké dráhy, odřekl kvůli němu i prestižní koncerty s Vídeňskou filharmonií. Neměl to ovšem být návrat definitivní.

### Po válce

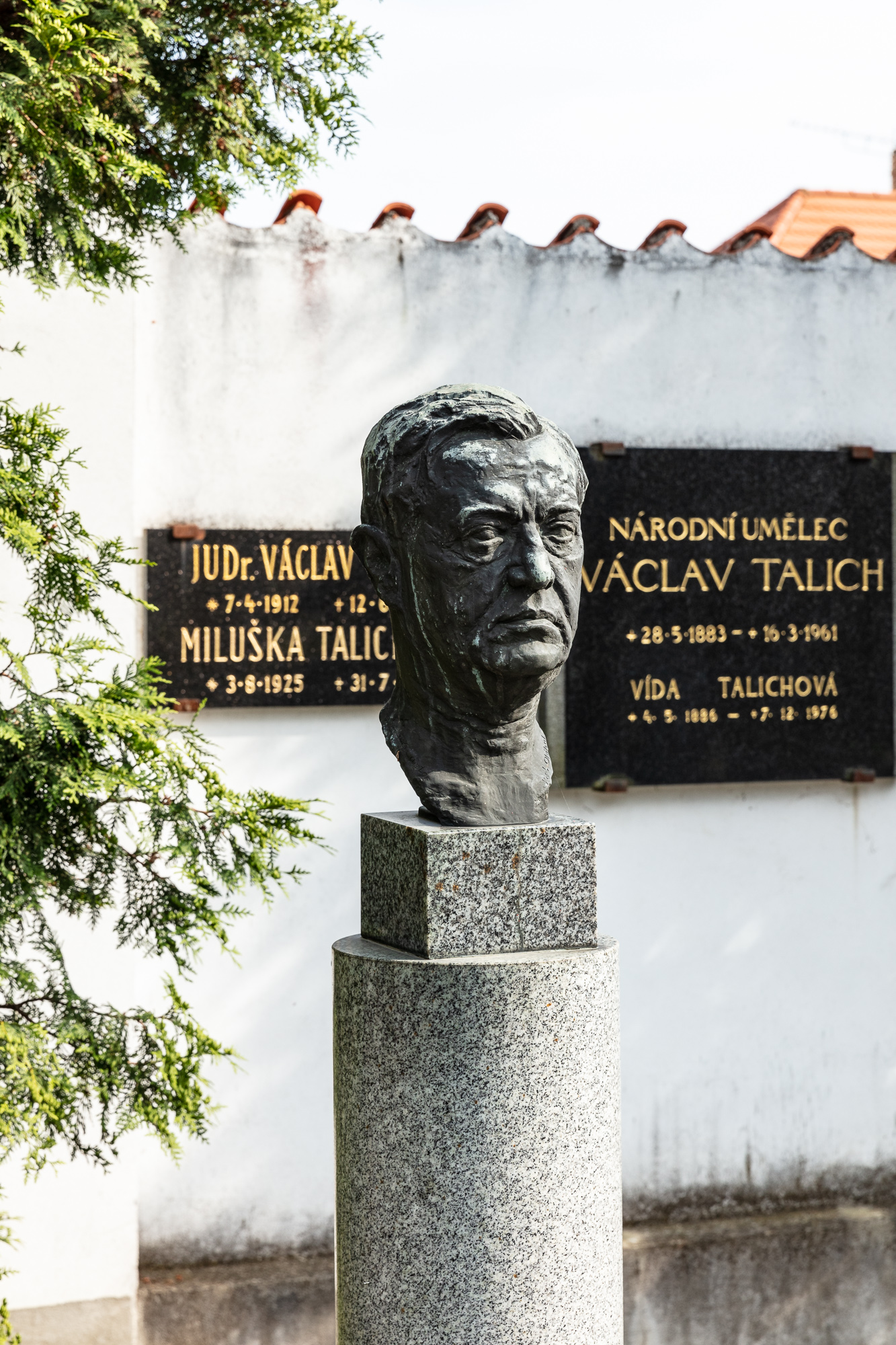
Hrobka rodiny Václava Talicha v Berouně

Od července 1947 do února 1948 působil opět v Opeře ND, na pražské AMU byl ustanoven profesorem dirigování (1946–1948). Poslední inscenací nastudovanou v Národním divadle byla Káťa Kabanová v dubnu 1947. Dne 7. července 1947 byl jmenován opět šéfem Opery, ale funkci vykonával jen do 1. března 1948.
Po komunistickém převratu byl asi rok bez zaměstnání, stáhl se do ústraní ve svém bydlišti v Berouně. V roce 1948 si ho vyžádal Laco Novomeský do Bratislavy, kde jednak pomáhal založit Slovenskou filharmonii, kterou až do roku 1952 řídil, dále pak v letech 1949–1952 vyučoval jako externí profesor na Vysoké škole múzických umění v Bratislavě.
Po návratu do Prahy působil jako umělecký poradce pražských orchestrálních těles a občasný dirigent České filharmonie až do roku 1954, kdy z vlastního rozhodnutí odešel na odpočinek. Po delší přestávce se objevil před Českou filharmonií 5. března 1954, do listopadu tohoto roku veřejně dirigoval. Potom ještě nahrával s Českou filharmonií pro gramofonový průmysl. Pro Československou televizi natočil kompletní Slovanské tance (1955).
Vzhledem k nemoci omezil svou výkonnou činnost a začátkem roku 1955 odešel z vlastního rozhodnutí na odpočinek. Od roku 1956 žil v Berouně. Zemřel v roce 1961 a je pochován na hřbitově v Berouně.
V roce 1957 byl jmenován národním umělcem, v roce 1992 obdržel Řád Tomáše Garrigua Masaryka 3. třídy in memoriam. V Praze, Brně, Bratislavě, Berouně i v rodné Kroměříži jsou po něm pojmenované ulice. Byl nositelem francouzského řádu Čestné legie a dalších zahraničních vyznamenání.